# ブライアン・ミッチェル (ボクサー)
ブライアン・ミッチェル（Brian Mitchell、1961年8月30日 - ）は、南アフリカ共和国のプロボクサー。ヨハネスブルグ出身。元WBA・IBF世界スーパーフェザー級王者。

## 来歴
南アフリカのプロボクサーでWBA世界スーパーフェザー級王者時代に当時最多防衛記録となる12度の防衛を果たしている。スーパーフェザー級の防衛回数は最多を記録している。
キャリアを通じてダウンやレフェリーストップの経験はなかった。世界王者の獲得は母国での試合だったが、その直後母国のアパルトヘイト政策の制裁から、WBAが母国での世界戦を禁止。以後WBA王座返上まで全て敵地での防衛戦というハンディを乗り越えスーパーフェザー級の最多連続防衛記録を現在も保持している。

## 戦績
1981年8月15日、地元ヨハネスブルグのミッチェルはエリス・パーク・テニス・スタジアムでデビュー戦を行い、4回判定勝ちでプロデビューした。
1982年5月1日、トランスヴァールスーパーフェザー級王者のジェイコブ・モラケと対戦しキャリア初黒星となる10回0-3(2者が95-98、95-96)の判定負けを喫し王座獲得に失敗した。
1982年7月30日、11戦無敗のIBF世界ランカーでもあるフランク・クホンクホーブと対戦し6回引き分けに終わりランカー入りを逃した。
1982年10月15日、フランク・クホンクホーブと対戦し10回2-1(2者が97-96、95-98)の判定勝ちを収めランカー入りを果たした。
1983年4月9日、南アフリカスーパーフェザー級王者クリス・ホワイトボーイと対戦し9回TKO勝ちで王座獲得に成功した。
1983年6月27日、グラハム・ゴラと対戦し2回KO勝ちで初防衛に成功した。
1983年8月6日、プロ初黒星を付けられたジェイコブ・モラケと1年振りに対戦し12回2-1(114-115、117-114、116-114)の僅差判定勝ちでリベンジを果たし2度目の防衛に成功した。
1983年11月21日、フランク・クホンクホーブと1年振りに対戦し12回3-0(116-113、118-112、119-110)の判定勝ちを収め3度目の防衛に成功した。
1984年3月2日、ジェイコブ・モラケと再戦し12回3-0(119-112、118-111、118-112)の判定勝ちで明白な勝利で決着を付け4度目の防衛に成功した。
1984年8月2日、ニカ・クフマロと対戦し2回TKO勝ちを収め5度目の防衛に成功した。
1985年2月11日、ニインギ・ミトヤと対戦し3回1分50秒TKO勝ちを収め6度目の防衛に成功した。
1985年11月2日、ジェイコブ・モラケと4度目の対戦を行い最終12回TKO勝ちで7度目の防衛と完全決着を付けることに成功したが、モラケが試合後意識を失い病院に搬送され開頭手術を受けるも意識は回復せず翌11月3日に死亡した。
1986年6月14日、ブシェイ・モソエウと対戦し12回3-0(118-114、119-112、119-115)の判定勝ちで8度目の防衛に成功した。
1986年9月27日、サンシティのスーパーボールで世界初挑戦。WBA世界スーパーフェザー級王者アルフレド・ライネと対戦し判定では2-0(88-85、86-86、89-84)でわずかにミッチェルがリードを奪い、10回2分7秒TKO勝ちを収め王座獲得に成功した。
1987年3月27日、初の海外試合でプエルトリコバヤモンのコリシオ・ルーベン・ロドリゲスでホセ・リベラと対戦し久々の苦戦を演じたミッチェルは何とか乗り切り15回0-1(2者が142-142、141-144)の引き分けでほろ苦い初防衛に成功した。
1987年7月31日、パナマパナマシティのギムナシオ・ヌエヴォ・パナマでフランシスコ・フェルナンデスと対戦し14回1分6秒TKO勝ちで2度目の防衛に成功した。
1987年10月3日、フランスノール県グラヴリーヌのレ・エスペース・インターナショナルで後のWBO世界スーパーフェザー級王者ダニエル・ロンダと対戦し15回3-0(146-145、147-138、148-143)の判定勝ちを収め3度目の防衛に成功した。ミッチェルはルール改定で15回で12回に変わる前最後の試合だった。
1987年12月19日、イタリアシチリア州メッシーナ県カーポ・ドルランドのパラッゾ・デッロ・スポートで16戦無敗のサルヴァトーレ・カルセッティと対戦し9回にカルセッティ陣営がギブアップを宣言し4度目の防衛に成功した。
1988年4月26日、スペインマドリードのスカリラ・メリラ・カスティーラで初防衛戦で苦戦したホセ・リベラと再戦し12回3-0(118-110、118-112、118-111)の判定勝ちを収め5度目の防衛に成功した。
1988年11月2日、イギリスロンドンのエレファント＆キャッスルセンターで24戦全勝のジム・マクドネルと対戦し12回3-0(118-110、117-112、119-113)の判定勝ちを収め6度目の防衛に成功した。
1989年2月11日、シチリア州メッシーナ県カーポ・ドルランドのパラスポート・グイセッピ・バレンシアでサルヴァトーレ・カルセッティと2年振りに対戦し8回1分55秒TKO勝ちを収め7度目の防衛に成功した。
1989年7月2日、イタリアでの連戦でカラブリア州クロトーネのFCクロトーネの本拠地で初代スタディオ・エツィオ・シーダでジャッキー・ベアードと対戦し9回3-0(79-76、79-73、78-75)の負傷判定勝ちを収め8度目の防衛に成功した。
1989年9月28日、念願のアメリカデビュー戦をメイン州ルイストンのアンドロスコッギン・バンク・コリシーでルリビング・ミッチェルと対戦し久々の苦戦を演じ6回終了時の採点は3者とも53-60で相手にリードを許していたが7回2分54秒大逆転TKO勝ちでアメリカデビューを飾り9度目の防衛に成功した。
1990年3月14日、1年振りのイタリア登場。トスカーナ州グロッセートのパラゼット・デッロ・スポートでジャッキー・ベアードとリマッチを行い12回3-0(120-112、120-111、117-113)の判定勝ちを収め大台で南アフリカのプロボクサーで史上初の10度目の防衛に成功した。
1990年9月29日、イタリア連戦で通算5度目の登場。ヴァッレ・ダオスタ州アオスタのパラゼット・デル・ギヒアッシオで25戦全勝のフランキー・ミッチェルと対戦し12回3-0(117-113、2者が116-113)の判定勝ちを収め11度目の防衛に成功した。
1991年3月15日、カリフォルニア州サクラメントのアルコ・アリーナでIBF世界スーパーフェザー級王者トニー・ロペスと王座統一戦を行い、どちらかが勝てばクラス最強の地位を手に入れることができるが、12回1-1(114-115、115-113、115-115)の三者三様の引き分けに終わりIBF王座獲得に失敗したが、WBA王座12度目の防衛に成功した。
1991年4月20日、ミッチェルはWBA世界スーパーフェザー級王座を剥奪された。
1991年9月13日、アルコ・アリーナでトニー・ロペスと再戦。今回こそクラス最強を決める一戦とあり、多くのファンが注目を集める一戦になった。長いリーチの強打に苦労するも、持ち前の空間把握能力を生かして試合を優位に進め、12回3-0(116-112、117-111、115-113)の判定勝ちを収めWBAに続く王座獲得に成功した。
1992年1月、ミッチェルは王座在位のまま1回目の現役引退を表明し、IBF世界スーパーフェザー級王座を返上。
1994年11月26日、WBC世界ライト級ランカーマイク・エブゲンと対戦し6回終了時棄権でランカー復帰を果たした。
1995年4月1日、プエルトリコライト級王者シルヴェリオ・フローレンスと対戦し10回3-0(99-93、96-94、98-93)の判定勝ちを収め、キャリアでダウンやストップ経験はないものの敗戦は1つだけのほぼパーフェクトの戦績を残し、ミッチェルは正式にプロ生活を終えた。
引退後は現在もトレーナーとしてカシウス・バロイ(ミッチェルと同じくIBF世界スーパーフェザー級王座)とハリー・サイモン(ナミビアのプロボクサー初(生まれた場所が当時南アフリカ領)の世界王者と2階級制覇王者の偉業を達成、WBO世界スーパーウェルター級、WBO世界ミドル級王座)を世界王者に育て上げた。バロイが王座獲得を機にスーパーフェザー級の一時代を作り上げた。スーパーフェザー級最多の防衛記録を達成した事が評価されて2009年国際ボクシング名誉の殿堂博物館で南アフリカのボクサーで、初めて殿堂入りとなった。

## 獲得タイトル
- 南アフリカスーパーフェザー級王座
- WBA世界スーパーフェザー級王座（防衛12度=剥奪）
- IBF世界スーパーフェザー級王座（防衛0度=返上）